# TuS Bad Driburg
Der TuS Bad Driburg (offiziell: Turn- und Sportverein Bad Driburg 1893 e. V.) ist ein Sportverein aus Bad Driburg im Kreis Höxter mit den Abteilungen Fußball, Badminton, Schwimmen, Tischtennis und Volleyball. Er hat 634 Mitglieder (Stand: Januar 2025).

## Vereinsgeschichte
Der Verein wurde am 15. Oktober 1893 als TV Bad Driburg (TV = Turnverein) gegründet. 1912 kam eine Fuß- und Faustballsparte, 1919 Handball und Schlagball hinzu. 1939 wurden die Abteilungen Schießen, Tennis und Schwimmen hinzu. Während des Zweiten Weltkrieges ruhte der Vereinsbetrieb. Am 18. Oktober 1946 erfolgte die Neugründung als SuS Bad Driburg mit den Sportarten Fußball, Handball und Leichtathletik. Im April 1946 fusionierte der Verein mit dem TV Driburg zum neuen Verein Spielverein (TuS) Bad Driburg. 
Ein Jahr später wurde der Vereinsname in Turn- und Sportverein Bad Driburg 1893 geändert. 1952 erfolgte der Eintrag beim Amtsgericht Brakel. 1954 spalteten sich die Turner ab und gründeten den eigenständigen Verein TV Jahn Bad Driburg. 1962 löste sich die Handballabteilung auf. Die Tischtennisabteilung wurde 1970 von Helmut Kisker ins Leben gerufen. 1972 folgen die Volleyballer, 1977 die Sparte Badminton.

## Tischtennis

### Geschichte
Die Damenmannschaft erreichte 1991 die Oberliga. 1997 gelang Ildiko Imamura, Nadine Bollmeier, Jessica Göbel und Christiane Robrecht der Aufstieg in die 2. Bundesliga, 1998 mit dem Neuzugang Melissa Muller (Niederlande) der Durchmarsch in die Bundesliga. 2000 kam das Team mit Platz drei in die Play-offs, wo es in den beiden Endspielen gegen den FC Langweid verlor. In der Saison 2002/03 trat gleichzeitig die 2. Damenmannschaft in der 2. Bundesliga an. In der Bundesliga spielte die 1. Mannschaft bis zur Saison 2009/10. Danach zog der Verein mit Manager Franz-Josef Lingens die Mannschaft wegen Geldmangels in die 2. Bundesliga zurück. Im Jahre 2014 gelang der Wiederaufstieg in die Bundesliga, wo die Driburgerinnen in der Saison 2015/16 Dritter und in der Saison 2019/20 Vizemeister wurden. Wegen der COVID-19-Pandemie zog der Verein die Mannschaft am Saisonende zurück.

### Erfolge
- Deutscher Vizemeister: 2000, 2020
- Deutscher Vizepokalsieger: 2018
- Aufstieg in die Bundesliga: 1998, 2014

### Persönlichkeiten
- Maria Alboiu
- Andrea Bakula
- Nadine Bollmeier
- Linda Creemers
- Britt Eerland
- Swetlana Grigorjewna Ganina
- Jessica Göbel
- Ildiko Imamura
- Irene Ivancan
- Carina Jonsson
- Jun Hye-kyung
- Sophia Klee
- Kristin Lang
- Li Bin
- Katharina Michajlova
- Nina Mittelham
- Olga Nemes
- Sarah De Nutte
- Zuzana Poliačková
- Mihaela Șteff
- Jing Tian-Zörner
- Jelena Wjatscheslawowna Timina

## Fußball

### Geschichte
Die Fußballer gehörten seit 1945 der Bezirksklasse Paderborn an und wurden dort 1957 Vizemeister hinter TuRa Elsen. Ein Jahr später wechselte der Verein in die Bezirksklasse Lippe und stieg prompt als Tabellenletzter wieder ab. Nach dem direkten Wiederaufstieg wurden die Driburger im Jahre 1962 Vizemeister hinter dem RSV Waddenhausen. Vier Jahre später ging es erneut in die Kreisklasse zurück, ehe 1969 der Wiederaufstieg gelang. Anfang der 1980er Jahre begann die erfolgreichste Zeit. Nach Vizemeisterschaften in den Jahren 1980 und 1981 hinter dem TSV Rischebau bzw. SC Bad Salzuflen gelang 1982 schließlich der Aufstieg in die Landesliga. Dort traf die Mannschaft auf den Kreisrivalen SpVg Brakel, mit denen die Driburger in der Saison 1985/86 um den Aufstieg in die Verbandsliga kämpften. Höhepunkt war der 3:2-Sieg der Brakeler in Bad Driburg vor 3.500 Zuschauern. Brakel wurde schließlich vor Bad Driburg Meister.
Im Jahr 1988 stieg die Mannschaft in die Bezirksliga ab und kehrten nach einer Vizemeisterschaft 1990 hinter dem SV Höxter 1991 in die Landesliga zurück. Nach dem Abstieg im Jahre 1996 wurde die Mannschaft ein Jahr später in die Kreisliga A durchgereicht. 2002 und 2006 wurden die Driburger jeweils Vizemeister, eher 2010 die Rückkehr in die Bezirksliga gelang. Drei Jahre später folgte der Abstieg in die Kreisliga A, wo der direkte Wiederaufstieg in die Bezirksliga unter dem zweifachen DDR-Nationalspieler Heiko Bonan als Trainer gelang. Nach nur einer Saison stieg die Mannschaft wieder in die Kreisliga A ab. 2020 wurden die Driburger Vizemeister hinter dem SV Höxter, ehe zwei Jahre später der Aufstieg in die Bezirksliga gelang.

### Stadion
Spielstätte der Fußballer vom TuS Bad Driburg ist das Iburg-Stadion mit einer Kapazität von 6000 Plätzen. Gespielt wird auf Kunstrasen. Die Spielfläche ist von einer Leichtathletiklaufbahn umgeben.

### Persönlichkeiten
- Heiko Bonan
- Sebastian Middeke
- Michael Parensen
- Thomas Sagel